# Pat Holden
Pat Holden (1966) è un regista e sceneggiatore britannico.

## Regista
- D.I.Y. Hard, (2002)
- Un lungo weekend (The Long Weekend), (2005)
- Awaydays, (2009)
- When the Lights Went Out, (2011)

## Sceneggiatore
- When the Lights Went Out, regia di Pat Holden (2011)